# Hrebla (obwód czerkaski)
Hrebla (ukr. Гребля) – wieś na Ukrainie, w obwodzie czerkaskim, w rejonie humańskim. W 2001 liczyła 216 mieszkańców, spośród których 213 posługiwało się językiem ukraińskim, a 3 rosyjskim.